# Бойчук Іван Іванович
Іва́н Іва́нович Бойчу́к (нар. 19 жовтня 1974, Вербовець) — український поет.

## Біографія
Народився 19 жовтня 1974 р. в с. Вербовець Косівського району Івано-Франківської області.
У 2001 р. - закінчив філологічний факультет Прикарпатського університету ім. В. Стефаника.
Автор поетичних книжок «ТНЕ WALL СТІНА», «СІВІЛ. Книга перша», «Сплінські стани».
Лауреат 2-ї премії видавництва «Смолоскип» та дипломант Міжнародного конкурсу «Гранослов».